# Elia door de raven gevoed
Elia door de raven gevoed is een schilderij uit het atelier van de Zuid-Nederlandse schilder Roelant Savery in het Rijksmuseum in Amsterdam.

## Voorstelling
Het stelt de profeet Elia voor. Hij heeft zojuist de goddeloze koning van Israël een periode van droogte voorspeld en is door God de wildernis in gestuurd om zich bij de beek Cherith te verbergen. Hier hield God hem in leven door hem raven met eten te sturen. Terwijl Elia knielt om een kruik met water te vullen komen op het schilderij drie raven aanvliegen met eten in hun bek.

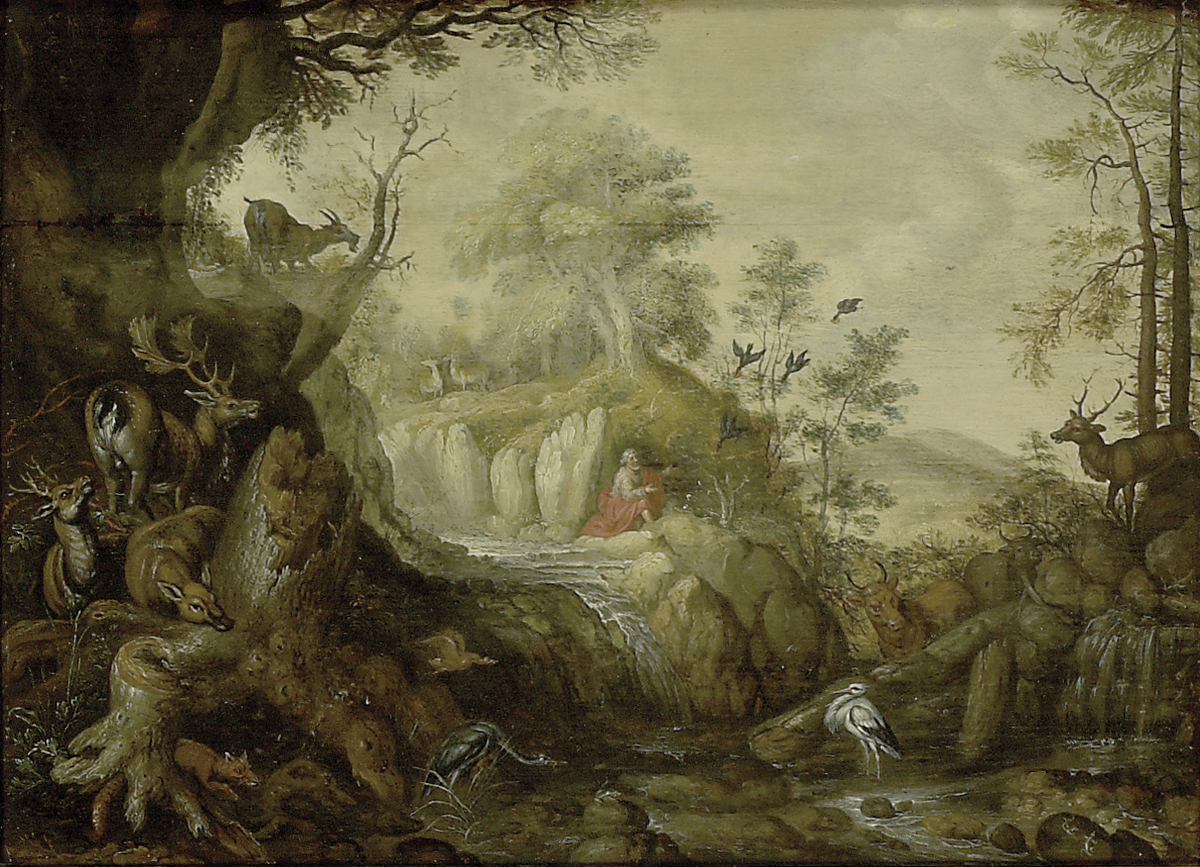
Trant van Roelant Savery. Elia door de raven gevoed. Na 1634. Oxford, Ashmolean Museum.

Zoals vaker bij Savery is het bijbelse verhaal ondergeschikt gemaakt aan het landschap. Tussen de rotsen en de bomen wordt Elia bespied door allerlei dieren, waaronder herten, een vos, een reiger en een ooievaar.

## Toeschrijving en datering

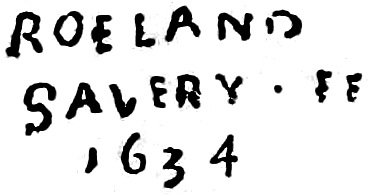
Signatuur en datering.

Het werk is rechtsonder gesigneerd ‘ROELAND / SAVERY·FE / 16[3]4’ (Roeland Savery heeft (dit) gemaakt (in) 1634). Het werd lange tijd als eigenhandig werk van Savery gezien. De kwaliteit tussen de verschillende onderdelen van de compositie verschilt echter nogal. De rotsen links en rechts zijn weergegeven als opgestapelde ronde en ovale stenen, wat erg atypisch is voor Savery. De dieren en het stromende water daarentegen zijn wel typisch voor zijn manier van werken. Men gaat er dan ook van uit dat het werk geschilderd is door een leerling, bijvoorbeeld zijn neef Hans Savery (II), al dan niet bijgestaan door Savery zelf. In het Ashmolean Museum in Oxford bevindt zich een vrijwel identieke versie van dit werk, die eveneens in verband wordt gebracht met Hans Savery (II).

## Herkomst
Het werk werd op 7 september 1885 voor 95 gulden gekocht door het Rijksmuseum tijdens de boedelveiling van de Leidse leerhandelaar Cornelis Fredricus Berré (1822-1885) bij veilinghuis C.F. Roos in Leiden.